# ولید فارس
ولید فارِس دانشور آمریکایی لبنانی تبار است. او استاد دانشگاه دفاع ملی در واشینگتن و مفسر در زمینهٔ امور تروریسم جهانی و خاورمیانه است. فارس در برابر کمیته‌های وزارتخانه‌های امور خارجه، دادگستری، دفاع و امنیت داخلی آمریکا، کنگره ایالات متحده آمریکا، پارلمان اروپا و شورای امنیت سازمان ملل متحد شهادت داده‌است. از سال ۲۰۰۷ او به عنوان یک متخصص در ترور و خاورمیانه برای فاکس نیوز بین سالهای ۲۰۰۳ تا ۲۰۰۶ به عنوان متخصص تروریسم در ان بی سی فعالیت می‌کرد. در مارس ۲۰۱۶، دونالد ترامپ نامزد ریاست جمهوری آمریکا از حزب جمهوریخواه فارس را به عنوان یکی از مشاورین خود در سیاست خارجی معرفی کرد.

## زندگی‌نامه
فارس یک شهروند آمریکایی و یک مسیحی مارونی لبنان الاصل است. او متولد ۲۴ دسامبر سال ۱۹۵۷ میلادی در بیروت است و در ۱۹۹۰ به ایالات متحده مهاجرت کرده‌است. او دارای درجه کارشناسی در حقوق، علوم سیاسی و جامعه‌شناسی از دانشگاه سن ژوزف و دانشگاه لبنان در بیروت است. پس از مطالعات کارشناس مدرک کارشناسی ارشد را در رشته حقوق بین‌الملل از دانشگاه لیون در فرانسه و دکترا در روابط بین‌الملل و مطالعات راهبردی از دانشگاه میامی دریافت کرد.
فارس حین حضور در لبنان نماینده اتحاد مسیحی سوسیال دمکرات در القوات اللبنانیه بوده‌است.